# Halton Arp
Halton Christian Arp (ur. 21 marca 1927 w Nowym Jorku, zm. 28 grudnia 2013 w Monachium) – amerykański astronom, autor opublikowanego w 1966 roku Atlasu galaktyk osobliwych. Znany z podania w wątpliwość teorii głoszącej, że przesunięcie ku czerwieni w widmie kwazarów wskazuje na ich ogromne odległości.
Zajmował się również kosmologią. Zaproponował własną interpretację przesunięcia ku czerwieni w widmach kwazarów, które uważał za pobliskie galaktyki, a ze swoich przekonań nie wycofał się nawet gdy powszechnie uznano, że kwazary to jedne z najdalszych obiektów w kosmosie. Był również przeciwnikiem teorii Wielkiego Wybuchu. Zaproponował teorię głoszącą, że jądra galaktyk mogą eksplodować, wyrzucając kwazary z prędkością dostatecznie wielką, aby spowodować obserwowane przesunięcie ku czerwieni. Dodatkowe kontrowersje budzą doniesienia, że w reakcji na poglądy Arpa, często odmawiano mu publikacji jego artykułów, oraz wycofano mu dostęp do teleskopów.
Niezależnie od tego, opracowany przez niego Atlas galaktyk stanowi obecnie ogromny zasób obserwacyjnej wiedzy na temat ewolucji i oddziaływań galaktyk, a obiekty z katalogu są podawane jako wzorcowe przykłady etapów w ich życiu, które próbuje wyjaśnić astrofizyka teoretyczna.
W 1960 otrzymał Helen B. Warner Prize for Astronomy.